# علي منير
علي منير محمد رضا عبد الحسين (ولد في 27 فبراير 1992 في المحرق، البحرين) لاعب كرة قدم بحريني يجيد اللعب في مركز المهاجم. يلعب حاليا لصالح النجمة الذي ينافس في الدوري البحريني الممتاز منذ 2018.